# Den goda jorden
Den goda jorden (originaltitel: The Good Earth) är en roman från 1931 av Pearl S. Buck. 1932 mottog Buck Pulitzerpriset för bästa roman för boken. På bestsellerlistan av Publishers' Weekly noteras romanen som nummer ett i USA för både 1931 och 1932.